# Tulor

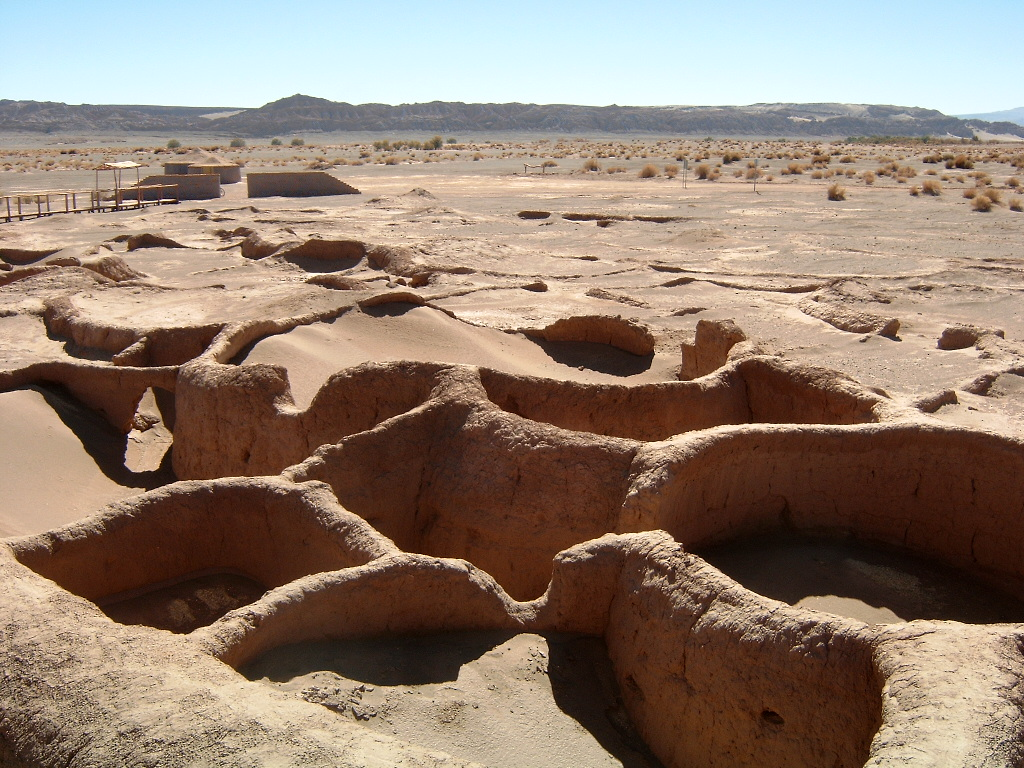
Restes du village Tulor près de San Pedro de Atacama.

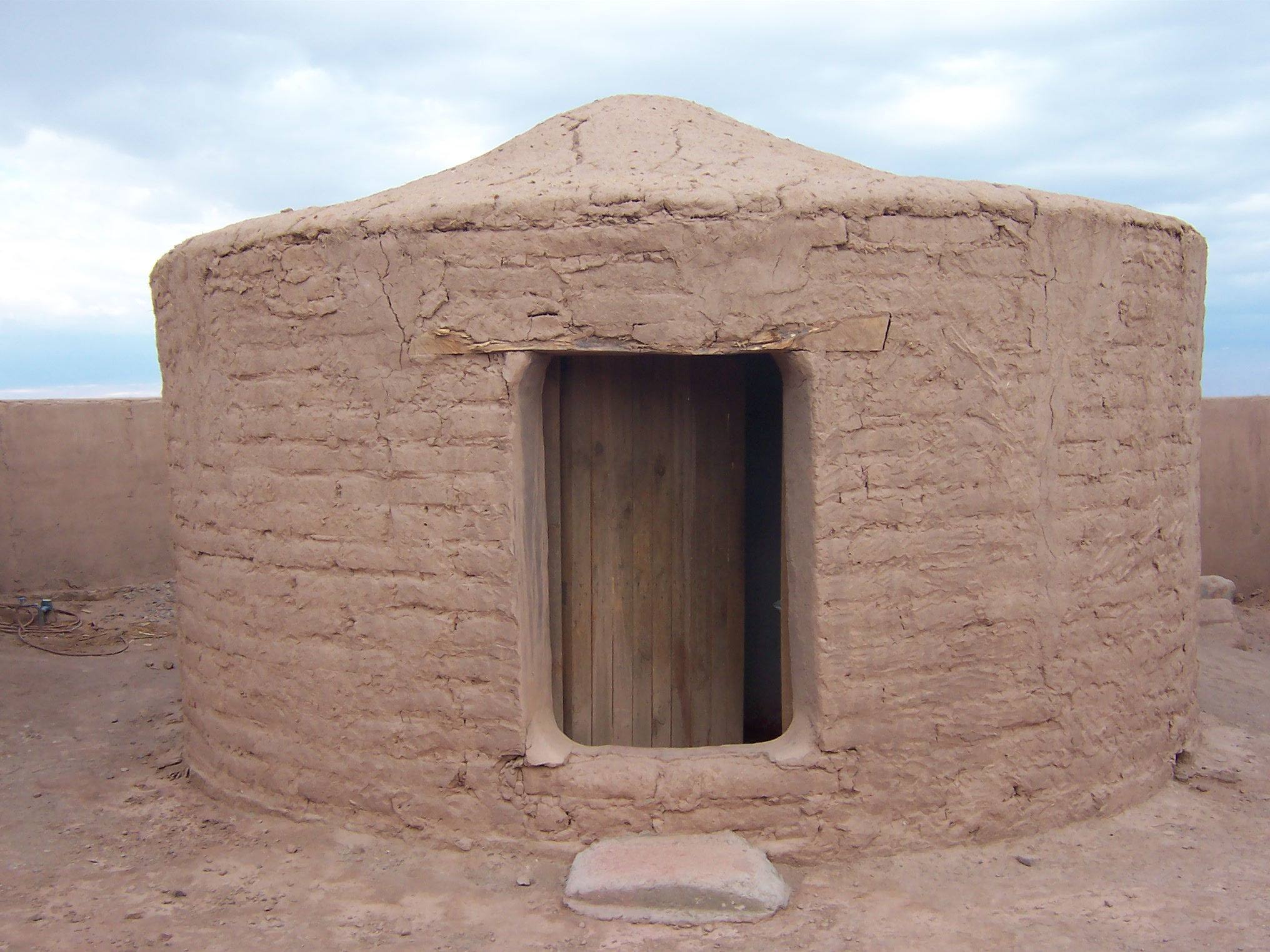
Une habitation de Tulor.

Tulor est un site archéologique du nord du Chili.

## Caractéristiques
Tulor est situé dans le Norte Grande, dans la région d'Antofagasta au nord du Chili, à environ 6 km au sud de San Pedro de Atacama. Le site est un ancien village et comprend 22 édifices sur 5 600 m2. Les ruines sont distribuées le long d'une direction général est-ouest sur 2 km.
Les édifices de Tulor comportent des murs circulaires et de voûtes en boue. Les structures circulaires sont reliées entre elles.

## Historique
Par datation par le carbone 14 et thermoluminescence, l'origine du village est estimée entre -380 et 200, la plupart des structures datant de la période 800 - 1200.
Les premières fouilles sont conduites en 1958 par le père jésuite Gustavo Le Paige. Les excavations se poursuivent en 1980 par l'archéologue Ana María Barón. 
En 1998, le Fonds mondial pour les monuments recense Tulor dans sa liste des 100 sites les plus en danger au monde ; il l'est également en 2006. En 2010, le village est décrété monument national.